# Prowincja Kénédougou
Prowincja Kénédougou – jedna z 45 prowincji w Burkina Faso.
Ma powierzchnię ponad 8 tysięcy km². W 2006 roku mieszkało w niej prawie 283,5 tysiąca ludzi. W 1996 roku na jej terenach zamieszkiwało 198,5 tysiąca osób.